# Casa Vernius
La Casa Vernius es una de las Grandes Casas (familias nobles que poseen feudos planetarios) del Universo de Dune, creado por Frank Herbert. Aparece principalmente en los tres libros de la protosecuela escrita por el hijo de Frank Herbert, Brian Herbert y el escritor de ciencia ficción Kevin J. Anderson: Dune: La Casa Atreides, Dune: La Casa Harkonnen y Dune: La Casa Corrino. La Casa tiene su feudo en el planeta Ix, y ha sido tradicionalmente aliada de la Casa Atreides, y rival comercial y tecnológico de la Casa Richese.

## Economía
La economía del planeta Ix depende de la compra y desarrollo de tecnología robótica (muchas veces al borde de las prohibiciones de la Yihad Butleriana sobre inteligencia artificial). La producción es llevada a cabo por suboides, una casta de trabajadores genéticamente modificados para ser limitados mentalmente, dóciles y tener bajas necesidades.
Tienen el casi monopolio de la construcción de cruceros espaciales. Su competencia más cercana viene en este rubro de la Casa Richese, aunque los diseños ixianos siempre se consideran superiores.
Mantienen una guerra económica con la Bene Tleilax, que son fanáticos religiosos, que no ocupan ninguna tecnología robótica, pero generan genéticamente cualquier producto que necesiten.

## Historia
El Conde Dominic Vernius, gran amigo del Duque Paulus Atreides, es el gobernante y cabeza de la Casa Vernius. Casado con Lady Shando Balut, antigua concubina del Emperador Padishah Elrood IX, se ve envuelto en la venganza del Emperador y la invasión de Ix por parte de la Bene Tleilax, debiendo declararse renegado, huyendo del Emperador y abandonando el planeta.
Tras su muerte, su hijo el Príncipe Rhombur Vernius recupera posteriormente el feudo de Ix y los privilegios de la Casa Vernius, con la decidida ayuda del Duque Leto Atreides, padre de Paul Muad'Dib.